# Borgå museijärnväg

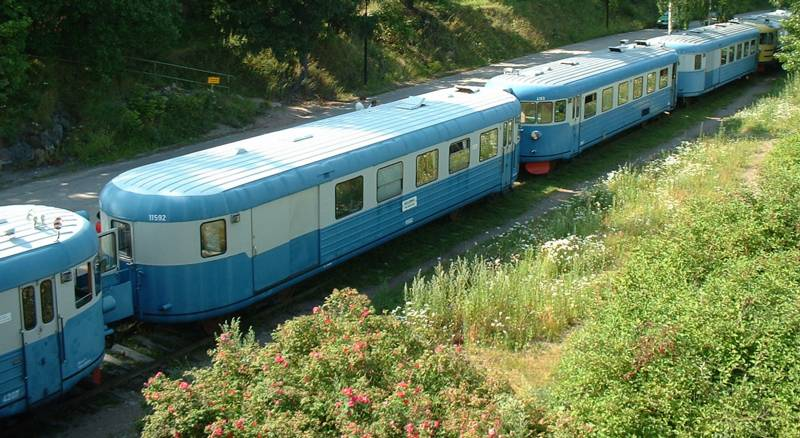
Museitåg på Borgå järnvägsstation, bestående av tre vagnar av typ VR Dm7 och två släpvagnar av typ EFiab

Borgå museijärnväg rf (Porvoon museorautatie ry) är en finländsk ideell förening, som bedriver turisttrafik med rälsbusståg mellan Helsingfors och Borgå.
Den reguljära persontrafiken på Borgåbanan lades ned 1981. År 1990 lades  även godstrafiken ned på banan mellan Olli och Borgå, medan godstrafiken fortsatte mellan Kervo och Olli som en del av den elektrifierade Sköldviksbanan.
Finlands järnvägshistoriska förening körde 1991–1992 museitrafik på försök. Därefter bildades 1993 föreningen Borgå museijärnväg 1993, vilken arrenderade bansträckan Olli–Borgå och skötte underhållet i 20 år, varefter den 2013 övertogs av Trafikledsverket. Sedan början av 2015 ingår banan som museibana i det allmänna bannätet. 
Museijärnvägstrafiken sedan 1993 mellan Helsingfors och Borgå består av museitåg med VR Dm7 ("Lättähattu", "Platthatt"), som körs sommartid. 
Museibanan används också för ångloksdrivna tåg. Banavsnittet är lämpligt för ångtågstrafik, då spårets ändpunkt i Borgå har en vändskiva för att vända ångloket.